# 天庭
『天庭』（てんてい）は、あさきの2枚目のアルバムであり、2013年1月30日にリリースされた。初回限定版にはDVDが付属している。

## 概要
- 体調不良により度重なる延期を経て2013年1月30日に発売。初回限定版に付属されているDVDには、リードトラック「天庭」のPVが収録されている。またPVには、ダンスグループであるDAZZLEの長谷川達也とメイクアップアーティストの佐々木あさひが出演している。
- 購入特典はアナザージャケットであり、あさき本人が写っている。一般販売店、文教堂、コナミスタイル、タワーレコードの4種類のデザインが用意された。また、下記の発売記念イベントでは来場者への記念品として5種類目のデザインのジャケットが配布された。
- アルバムの発売に伴い「ゲームおじさん(名人)が行く より良い大人になるための教育ツアー 天庭秘密倶楽部2013」と題して各地の[脚注 1]CDショップやショッピングモールでトークイベントが開催され、アルバムを持参することでイベントに参加することができた。その際に交わされたトークの一部がKONAMI STYLEの特設サイトで閲覧することができる。
- オリコンチャートで6位、デイリーでは最高2位を記録した。

## アルバムのテーマ
今作のテーマは「愛とひと」

。
アルバム収録曲はいずれも表題曲『天庭』の世界観の中で展開されている話であり、ひとつひとつの楽曲が「愛とひと」というテーマに基づき、様々な視点から見て描いた物語であり、概念のようなものであると説明している。

このことについては『まほろば教』を例にさらに詳しく語られている。それによれば『まほろば教』は『鬼言集』というタイトルで発表された楽曲が基になっているが、『鬼言集』には「ひとが理想とする ものや場所」という別のテーマで描かれた物語があったために『天庭』の世界観の中でそのまま扱うにはスケールが大き過ぎて難しいとの判断から『天庭』と共通する部分を抽出し、コンセプトに合うように作りかえた結果が『まほろば教』であるとしている。

そのため、概念としては『天庭』の中に『鬼言集』があり『鬼言集』の中に『まほろば教』がある、という構造になっており、人が持つ理想の中でも、特に愛を信じる人の話が『まほろば教』であるとのこと。

## 制作について
アルバムの制作は2010年頃から公言されていたものの、あさきの二度にわたる病気療養の関係から長期間の制作となった。療養前にテーマは決定されており表題曲は完成していたが、その段階ではオムニバス的なアルバムを想定しており商業作品的なテーマの予定で制作されていた。しかし療養期間を経てのあさきの心境の変化に伴い、表題曲以外の楽曲はすべて白紙に戻して再度制作がされた。これについては「自分の中で作品として出したいものが変わってきたというか。ホンマに思ったこと，経験したことを出したくなった。」「もっともっと生々しくやろうと考えて……結果，歌詞も全部書き変えて，魅せ方から全部変更することにしました。」と返答している。

また、本作への収録が見送られた楽曲の一つに「水面静かに大地の烈日わたらせて」があったことが判明している。見送られた理由としては「収録を希望していたものの、曲を決定する時期までに体調が回復しなかったため」としている。

## 収録曲
全作詞・作曲・編曲：あさき
1. 散るを踏み 残るを仰ぐ  

アルバム新曲。あさきによる[脚注 3]詩の朗読である。
2. 天庭  

初出：GuitarFreaks XG & DrumMania XG 

「GuitarFreaks XG & DrumMania XG」の『天庭 おとこのこ編』と同一のものであり、閣下名義で発表された『天庭』[脚注 4]とは別の曲である。
後に「REFLEC BEAT colette」にてアルバム版をゲームサイズにカットしたものが収録。
アルバムの表題曲。あさき自身「このアルバムは『天庭』がすべて」[1]「『天庭』はシングルです」[2]と語るように、本アルバムのテーマや物語の中心になる曲である。製作段階では収録版よりさらに長く、20分超になる予定であった。
3. 魚氷に上り 耀よひて 

初出：REFLEC BEAT limelight 

タイトルの読みは「うおひにのぼり かがよいて」。BEMANI Backstage第35回で、正式な曲名が読めないという意見があったため、「ニコニコサンフラワーキッス」という別名も付けられた。
4. 愛のかたち 幸せのかたち
初出：GuitarFreaks XG3 & DrumMania XG3、jubeat copios

タイトルが変更されているが「GuitarFreaks XG3 & DrumMania XG3」および「jubeat copious」に収録された『幸せのかたち』と同一のもの。アコースティックな感じが出したくて作られた楽曲であり、あさきも「すごく好きな曲」と述べている[2]。
後に「REFLEC BEAT colette」にてアルバム版をゲームサイズにカットしたものが収録。
5. つばめ 

初出：pop'n music 15 ADVENTURE 

pop'n musicにおけるジャンル名は「ウェルフェア」。タイトルこそ同じであるが、編曲だけではなくメロディや歌詞を含めて大幅な変更がされており、あさき自身も「原曲行方不明事件の曲[2]」と述べるほどである。当初は大きな変更を加えることなく演奏時間を延ばす予定だったが、そのままではアルバムのコンセプトに合わないと判断され、大きく変更された[2]。「REFLEC BEAT colette」ではこの音源をゲームサイズに編集したものが収録された。
6. このひと しりませんか  

アルバム新曲。「自分の顔を見た時に、自分の思っていた顔とは違っていて、『こいつ誰や』と思うことがあり出来た曲」と語っている。アルバムの中で作詞から曲の完成までが一番短かった曲[2]。
7. 舌切り念念  

アルバム新曲。
8. まほろば教  

初出：beatmania IIDX 14 GOLD
「beatmania IIDX 14 GOLD」収録の『鬼言集』のアレンジ。beatmania IIDXにおけるジャンル名は「INDUSTRIAL REVIEW」。製作段階では演奏時間が18分にも及ぶ大作であった[2]。『鬼言集』をそのまま出すとしたら「鬼言集」という作品で出したいともコメントしている[1]。
後に『REFLEC BEAT colette』にてアルバム版をゲームサイズにカットしたものが収録。
9. 行き過ぎて後に 

初出：GuitarFreaks XG2 & DrumMania XG2 Groove to Live
10. ほしふりの果て 極東史記より  

アルバム新曲。「GuitarFreaks XG & DrumMania XG」収録の『ほしふり[脚注 5]』および「GuitarFreaksV4 & DrumManiaV4」収録の『極東史記』と同じ言葉が含まれていることから、何かしらの関連性があると思われる[脚注 6]。
11. 虚仮虚仮として けしからず  

アルバム新曲。タイトルの読みは「こけこけとして けしからず」。
12. 其曰く 教外別伝をして  

アルバム新曲。タイトルの読みは「それいわく きょうげべつでんをして」。ボーカルは存在するが、あさき自身が不要と考えたため、歌詞カードには歌詞が書かれていない[2]。
13. 生きてこそ  

pop'n musicにおけるジャンル名は「カグランジ」。本作発売以前に発売された「pop'n music portable 2」に『生きてこそ ～特別版～』として先行収録されている。
14. 白きを廻り 黒きの巡り  

アルバム新曲。
15. ここりのつき  

アルバム新曲。